# Canberra United Football Club
Maillots
Le Canberra United Football Club est un club de football féminin basé à Canberra, la capitale de l'Australie. 

## Histoire
Les joueuses du Canberra United, entraînées par la Tchèque Jitka Klimková, sont sacrées championnes d'Australie à l'issue de la saison 2011-2012, battant en finale le Brisbane Roar sur le score de 3 buts à 2, avec un doublé de Michelle Heyman.